# Conquista (Pando)
Conquista ist eine Ortschaft im Departamento Pando im Tiefland des südamerikanischen Anden-Staates Bolivien.

## Lage im Nahraum
Conquista ist die zweitgrößte Ortschaft des Municipios Puerto Rico in der Provinz Manuripi. Der Ort liegt auf einer Höhe von 168 m fünf Kilometer nördlich des Río Madre de Dios, der sich weiter flussabwärts bei Riberalta mit dem Río Beni vereinigt. Die nächstgelegene Ortschaft ist Batraja in siebzehn Kilometern Entfernung westlich von Conquista.

## Geographie
Die Ortschaft Conquista liegt im bolivianischen Teil des Amazonasbeckens im nördlichen Teil des Landes, etwa einhundert Kilometer Luftlinie südlich der Grenze zu Brasilien.
Die mittlere Durchschnittstemperatur der Region liegt bei 27 °C und schwankt nur unwesentlich zwischen gut 25 °C im Juni/Juli und 28 °C von September bis November (siehe Klimadiagramm Sena). Der Jahresniederschlag beträgt etwa 1.750 mm, bei einer ausgeprägten Trockenzeit von Juni bis August mit Monatsniederschlägen unter 35 mm und einer Feuchtezeit von Dezember bis März mit Monatsniederschlägen von mehr als 200 mm.

## Verkehrsnetz
Conquista liegt in einer Entfernung von 222 Straßenkilometern südöstlich von Cobija, der Hauptstadt des Departamentos.
Von Cobija aus führt die 370 Kilometer lange Nationalstraße Ruta 13 nach Osten über Porvenir nach Puerto Rico, wo sie den Río Orthon überquert, und weiter nach Conquista. Knapp 30 Kilometer danach überquert sie den Río Madre de Dios und führt über El Sena weiter nach El Triangulo (El Choro). In El Choro trifft die Ruta 13 auf die Ruta 8, die von Guayaramerín und Riberalta im Norden nach Reyes, Rurrenabaque und Yucumo im zentralen bolivianischen Tiefland führt.

## Bevölkerung
Die Einwohnerzahl der Ortschaft ist in den vergangenen beiden Jahrzehnten um etwa zwei Drittel angestiegen:
| Jahr | Einwohner | Quelle       |
| ---- | --------- | ------------ |
| 1992 | 300       | Volkszählung |
| 2001 | 421       | Volkszählung |
| 2013 | 504       | Volkszählung |
| 2024 |           | Volkszählung |